# Autographa excelsa
Autographa excelsa ist ein Schmetterling (Nachtfalter) aus der Familie der Eulenfalter (Noctuidae). Das Artepitheton leitet sich von dem lateinischen Wort excelsus mit der Bedeutung „erhaben“ bzw. „hervorragend“ ab und bezieht sich auf die prachtvolle Färbung der Falter.

## Merkmale

### Falter
Die Flügelspannweite beträgt 44 bis 51 Millimeter. Die Vorderflügeloberseite ist dunkelbraun gefärbt. Eine metallisch golden schimmernde, tropfenförmige Makel, die gegen den Vorderrand durch die Mittelader gerade abgeschnitten wird, hebt sich deutlich hervor. Die Region zwischen Makel und Innenrand ist zumeist orangebraun aufgehellt. Die Hinterflügeloberseite ist gelbbraun gefärbt und zeigt eine schwache dunkle Mittellinie. Am Kopf der Falter befindet sich ein dichtes rotbraunes Haarbüschel. Der Körper ist pelzig behaart.

### Raupe
Die Raupen sind grasgrün gefärbt. Sie haben dünne weiße Rückenlinien, einen ebenfalls weißen Seitenstreifen, helle Punktwarzen mit kurzen weißlichen Haaren und schwarze Stigmen.

### Ähnliche Arten
Bei der Quellhalden-Goldeule (Autographa bractea) ist die tropfenförmige Makel größer und gestreckter ausgestaltet, auf den Hinterflügeln fehlt eine dunkle Mittellinie.

## Verbreitung und Vorkommen
Autographa excelsa kommt in Europa in Fennoskandinavien, den Baltischen Staaten, der Hohen Tatra und im Nordosten Russlands vor. Die östliche Ausbreitung erstreckt sich vom Ural bis nach Korea und  Japan sowie auf die Kurilen und Sachalin. Die Art bevorzugt feuchte Gegenden, beispielsweise Wiesentäler und Waldränder.

## Lebensweise
Die univoltinen Falter fliegen in den Monaten Juli bis September und sind  überwiegend nachtaktiv. Sie fliegen sehr gerne künstliche Lichtquellen an. Zuweilen können sie beim Saugen an den Blüten von Weidenröschen (Epilobium) beobachtet werden. Als Nahrungsquelle der Raupen dienen in erster Linie die Blätter von
Brennnesseln (Urtica). Die Raupen überwintern.